# Paul Kirui
Paul Kiprop Kirui (Paul Kirui) (5 februari 1980) is een voormalige Keniaanse langeafstands- en marathonloper. Hij won in 2004 een gouden medaille op het wereldkampioenschap halve marathon in New Delhi.

## Loopbaan
In 2003 en 2004 won Kiprop de halve marathon van Berlijn. In 2005 werd hij vijfde op de marathon van Venetië en tweede op de marathon van Milaan. In 2006 werd hij tweede op de marathon Rotterdam in een persoonlijk record van 2:06.44.
Op 21 oktober 2007 werd Kiprop vierde op de marathon van Amsterdam; een jaar later was hij in Amsterdam de snelste.

## Titels
- Wereldkampioen halve marathon - 2004

## Persoonlijke records
| Onderdeel      | Prestatie | Datum             | Plaats    |
| -------------- | --------- | ----------------- | --------- |
| 10.000 m       | 28.20,98  | 22 juni 2002      | Nairobi   |
| 15 km          | 43.31     | 9 september 2007  | Rotterdam |
| halve marathon | 1:00.18   | 24 september 2006 | Udine     |
| 25 km          | 1:14.33   | 13 april 2008     | Rotterdam |
| 30 km          | 1:29.42   | 13 april 2008     | Rotterdam |
| marathon       | 2:06.44   | 9 april 2006      | Rotterdam |

## Palmares

### halve marathon
- 2002: 10e WK in Brussel - 1:02.02
- 2003:  halve marathon van Berlijn - 1:01.05
- 2003: DNS WK in Vilamoura
- 2004:  WK in New Delhi - 1:02.15
- 2004:  halve marathon van Berlijn - 1:00.40
- 2005:  halve marathon van Bogota - 1:03.56

### marathon
- 2004: 8e New York City Marathon - 2:14.04
- 2005: 5e marathon van Venetië - 2:12.21
- 2005:  marathon van Milaan - 2:11.28
- 2006:  marathon van Rotterdam - 2:06.44
- 2006:  marathon van Seoel - 2:09.05
- 2007:  marathon van Seoel - 2:08.29
- 2007: 4e marathon van Amsterdam - 2:07.12
- 2008: 5e marathon van Rotterdam - 2:09.46
- 2008:  marathon van Amsterdam - 2:07.52
- 2009:  marathon van Rome - 2:08.23
- 2010:  marathon van Seoel - 2:07.35
- 2011: 7e marathon van Xiamen - 2:12.19
- 2011: 8e marathon van Wenen - 2:11.54
- 2011:  marathon van Brussel - 2:14.51
- 2012: 6e marathon van Madrid - 2:14.09
- 2012:  marathon van Antwerpen - 2:15.38
- 2014:  marathon van Brussel - 2:21.20

2000 Paul Tergat ·
2001 Haile Gebrselassie ·
2002 Paul Malakwen Kosgei ·
2003 Martin Lel ·
2004 Paul Kirui ·
2005 Fabiano Joseph Naasi ·
2006 Zersenay Tadese ·
2007 Zersenay Tadese ·
2008 Zersenay Tadese ·
2009 Zersenay Tadese · 
2010 Wilson Kiprop ·
2012 Zersenay Tadese ·
2014 Geoffrey Kamworor ·
2016 Geoffrey Kamworor ·
2018 Geoffrey Kamworor